# Österrike i olympiska sommarspelen 1988
Österrike deltog i de olympiska sommarspelen 1988 med en trupp bestående av 73 deltagare, och landet tog en guldmedalj vid dessa spel.

## Friidrott
Herrarnas längdhopp
- Andreas Steiner
  - Kval — 7,61m (→ gick inte vidare)

- Teddy Steinmayr
  - Kval — 7,36m (→ gick inte vidare)

Herrarnas kulstötning
- Klaus Bodenmüller
  - Kval – 18,89m (→ gick inte vidare)

Herrarnas släggkastning
- Johann Lindner
  - Kval — 76,60m
  - Final — 75,36m (→ 10:e plats)

Herrarnas tiokamp
- Georg Werthner — 7753 poäng (→ 21:a plats) 
  1. 100 meter — 11,52s
  2. Längd — 7,36m
  3. Kula — 13,93m
  4. Höjd — 1,94m
  5. 400 meter — 49,99s
  6. 110m häck — 15,64s
  7. Diskus — 38,82m
  8. Stav — 4,60m
  9. Spjut — 67,04m
  10. 1 500 meter — 4:26,42s

## Fäktning
Herrarnas florett
- Benny Wendt
- Anatol Richter

Herrarnas värja
- Arno Strohmeyer
- Johannes Nagele
- Axel Birnbaum

## Modern femkamp
Individuella tävlingen
- Helmut Spannagl — 4833 poäng (→ 36:e plats)

Lagtävlingen
- Spannagl — 4833 poäng (→ 23:e plats)

## Segling
Herrar
| Deltagare                    | Gren                  | Lopp | Lopp | Lopp | Lopp | Lopp | Lopp | Lopp | Nettopoäng | Slutlig placering |
| Deltagare                    | Gren                  | 1    | 2    | 3    | 4    | 5    | 6    | 7    | Nettopoäng | Slutlig placering |
| ---------------------------- | --------------------- | ---- | ---- | ---- | ---- | ---- | ---- | ---- | ---------- | ----------------- |
| Thomas Wallner               | Herrarnas division II | 17   | 16   | RET  | 10   | 7    | 11   | 1    | 91,0       | 11                |
| Hans Spitzauer               | Herrarnas finnjolle   | DSQ  | 13   | DSQ  | 3    | 12   | YMP  | 14   | 119,7      | 15                |
| Christian Binder Heimo Hecht | Herrarnas 470         | 15   | 19   | 18   | 16   | 17   | RET  | RET  | 151,0      | 24                |

Öppna grenar
| Deltagare                         | Gren    | Lopp | Lopp | Lopp | Lopp | Lopp | Lopp | Lopp | Nettopoäng | Slutlig placering |
| Deltagare                         | Gren    | 1    | 2    | 3    | 4    | 5    | 6    | 7    | Nettopoäng | Slutlig placering |
| --------------------------------- | ------- | ---- | ---- | ---- | ---- | ---- | ---- | ---- | ---------- | ----------------- |
| Norbert Petschel Christian Claus  | Tornado | 2    | 11   | 8    | 5    | 4    | 2    | 4    | 46,0       | 4                 |
| Hubert Raudaschl Stephan Puxkandl | Starbåt | 13   | RET  | 11   | 15   | 9    | 1    | 13   | 91.0 ,13   |                   |

## Tennis
Damsingel
- Barbara Paulus
  1. Första omgången – Besegrade Bettina Fulco (Argentina) 7-6 6-4
  2. Andra omgången – Besegrade Jana Novotná (Tjeckoslovakien) 6-4 6-3
  3. Tredje omgången – Förlorade mot Zina Garrison (USA) 5-7 2-6